# Ixamatus rozefeldsi
Espèce
Ixamatus rozefeldsi est une espèce d'araignées mygalomorphes de la famille des Microstigmatidae.

## Distribution
Cette espèce est endémique du Queensland en Australie. Elle se rencontre vers Byfield.

## Description
La carapace du mâle holotype mesure 8,25 mm de long sur 8,13 mm et l'abdomen 9,70 mm de long sur 6,00 mm.

## Étymologie
Cette espèce est nommée en l'honneur d'Andrew Rozefelds.

## Publication originale
- Raven, 1985 : Two new species of Ixamatus Simon from eastern Australia (Nemesiidae, Mygalomorphae, Araneae). Journal of Arachnology, vol. 13, no 3, p. 285-290 (texte intégral).